# Cékla
| Energia 44 kcal 184 kJ |        |
| Szénhidrátok | 9,95 g |
| - Cukrok 4.80 g |        |
| - Étkezési rostok 2.00 g |        |
| Zsír | 0.18 g |
| Fehérje | 1.68 g |
| Víz | 87 g   |
| Tiamin (B1-vitamin) 0.029 mg | 3%     |
| Riboflavin (B2-vitamin) 0.041 mg                                                                                                | 3%     |
| Niacin (B3-vitamin) 0.329 mg | 2%     |
| Pantoténsav (B5-vitamin) 0.147 mg                                                                                               | 3%     |
| B6-vitamin 0.065 mg | 5%     |
| Folsav (B9-vitamin) 80 μg | 20%    |
| C-vitamin 3.6 mg | 4%     |
| Kalcium 16 mg | 2%     |
| Vas 0.78 mg | 6%     |
| Magnézium 23 mg | 6%     |
| Foszfor 38 mg | 5%     |
| Kálium 304 mg | 6%     |
| Nátrium 285 mg | 19%    |
| Cink 0.35 mg | 4%     |
| A százalékos értékek az amerikai felnőttek számára javasolt napi mennyiségre (RDA) vonatkoznak. Forrás: USDA tápanyag adatbázis |        |

A cékla (Beta vulgaris L. ssp. esculenta Gurke var. rubra vagy Beta vulgaris convar. crassa prevar. conditiva), más néven céklarépa, ritkábban vörös répa, régóta ismert salátanövény. Ugyanennek az alfajnak egy másik változata a spenótra emlékeztető mángold.

## Származása, elterjedése
A cékla a Földközi-tenger környékén őshonos, már i. e. 3000-ben ismerték. Magyarországon a 17. században vált ismertté. Lippai János a vörös, fehér és sárga változatát is leírta, a modern, étkezést szolgáló fajták a 19. és a 20. században terjedtek el.

## Gyógyászati hatása
A cékla gyógyászati hatása annak köszönhető, hogy tele van antioxidánsokkal, amelyek a sejteket külső szabad gyökök támadásától védik. Az antioxidáns hatását a TAC számmal (Total antioxidant capacity) jelölik.
Gátolja a ráksejtek szaporodását, vérképző, a sav-bázis egyensúlyt, a máj anyagcsere-folyamatait szabályozza. Továbbá a céklalében megtalálható tápanyagok csökkenthetik a magas vérnyomást, javíthatják az állóképességet illetve a máj működését is. 

## Érdekes tények a cékláról
Színek: A cékla leggyakoribb színe a mélyvörös, de léteznek sárga, fehér és csíkos (Chioggia) változatai is. 
Cékla levelei: A cékla levelei is ehetőek és nagyon táplálóak. Felhasználhatók salátákhoz, levesekhez vagy akár párolva köretként. 
Történelmi gyógyászat: Az ókori rómaiak a céklát különféle betegségek, például láz és székrekedés kezelésére használták.